# وادي جنبه (جعلان بني بو علي)
وادي جنبه منطقة سكنية تقع في ولاية جعلان بني بو علي، التابعة لمحافظة جنوب الشرقية في سلطنة عمان. يقدر عدد سكانها بـ 356 نسمة حسب إحصاء عام 2010 التابع للمركز الوطني للإحصاء والمعلومات الحكومي. رمز المنطقة هو 80430360.

## الوصلات الخارجية
- المركز الوطني للإحصاء والمعلومات، سلطنة عمان